# Jørgen Brinch Hansen
Jørgen Brinch Hansen (i tiltale og omtale oftest “Brinch Hansen”) (29. juli 1909 - 27. maj 1969) var en dansk bygningsingeniør og geotekniker. Efter gennem mange år at have opsamlet en omfattende praktisk erfaring inden for projektering af bl.a. havneanlæg og fangedæmninger udviklede han i 1950-erne en såkaldt limit design metode til beregning af jords bæreevne og jordtryk på støttemure og spunsvægge, en metode som vandt international anerkendelse og udbredelse. I beregningen af jords bæreevne indførte han partialkoefficienter, som har til formål at sikre, at man ved byggeri på praktisk anvendelig måde kan udnytte hele jordens potentiale, uden at sikkerheden sættes over styr. Disse resultater indarbejdedes i 1965 i den danske Norm for Fundering, og dele af hans arbejde er også indarbejdet i den nugældende fælleseuropæiske norm for fundering, Eurocode 7.

## Liv og karriere
Brinch Hansen var søn af cand. mag. Ove Ludvig Hansen (1878-1932) og Thora Meta Anne Brinch (1881-1918). Han tog studentereksamen fra Marselisborgskolen i Aarhus i 1927. Efter i 1930 med tanke på en karriere som gymnasielærer at have gennemført første del af cand. mag. studiet i matematik og fysik skiftede han i stedet til Polyteknisk Læreanstalt, hvorfra han i 1935 dimitterede som bygningsingeniør. Samme år giftede han sig med Elsebeth Ring (1912-1962), datter af komponisten Oluf Ring, og fik sammen med hende sønnen Per Brinch Hansen og datteren Eva Brinch Hansen. Efter hustruens død giftede han sig 1963 med Ingrid Irma Elsa Paskell (f. 1915), som er mor til entertaineren Eddie Skoller.
Under sin ansættelse 1935-55 i entreprenørfirmaet Christiani & Nielsen, efterhånden som overingeniør og senere chefingeniør, arbejdede Brinch Hansen med en lang række store projekteringsopgaver, specielt inden for havnebygning, kajanlæg og tunnelbyggeri, bla i Bangkok og Rotterdam. Inspireret bla af faglige diskussioner om jordtryk på forankrede spunsvægge i forbindelse med den internationale geoteknikerkongres i Rotterdam i 1948 begyndte Brinch Hansen at udvikle en ny og anderledes teori for jordtryk, bla baseret på en mere teoretisk tilgang til brudbegrebet. I kombination med nye opdagelser inden for plasticitetsteori udmøntede hans arbejde sig i 1953 i doktorafhandlingen Earth pressure calculations, som fik stor udbredelse verden over. I Danmark dannede hans teori grundlag for en ny dansk funderingsnorm, DS 415. Han udviklede en elegant metode til beregning af spunsvægges stabilitet, som senere dannede grundlag for den udbredte software WinSpooks.
I 1955 accepterede Brinch Hansen det nyoprettede professorat i geoteknik ved Danmarks tekniske Højskole, og samme år efterfulgte han Helge Lundgren som direktør for Geoteknisk Institut. De følgende år blev fagligt meget frugtbare, bla med geotekniske beregninger og projektering af store danske anlægsprojekter som Lillebæltsbroen, Limfjordstunnelen og Storebæltsforbindelsen, foruden Scheldetunnelen i Antwerpen. Sammen med Lundgren skrev han en dansk lærebog i geoteknik, som blev oversat til tysk, og sammen med Jørgen Hessner (19xx-20xx) skrev han en samling af geotekniske regneeksempler.
Brinch Hansen blev i 1956 formand for Dansk geoteknisk Forening og blev i 1965 europæisk vicepræsident for International Society for Soil Mechanics and Foundation Engineering.
Han er begravet på Mariebjerg Kirkegård.

## Æresbevisninger
Brinch Hansen blev i 1960 Ridder af Dannebrog og i 1965 udnævnt til æresdoktor ved universitetet i Gent.

## Publikationer
Denne liste over Brinch Hansens publikationer er taget fra Laurits Bjerrums nekrolog i Géotechnique.
1942
- Maastunnelen i Rotterdam. (The Maas tunnel in Rotterdam.) Danmarksposten, June

1943
- Maastunnelen; trafikmæssigt set. (The Maas tunnel; traffic aspects.) Auto, 24 April

1946
- Alsidig afledning; en metode til beregning af rammekonstruktioner. (Method for caiculating continuous frames.) Bygningsstatiske meddelelser 17, No. 3, 45-50
- Deformationsmetodens anvendelse på rammekonstruktioner under hensyntagen til udbøjningerne. (An application of the deformation method to continuous frames taking displacements into account.) Bygningsstatiske meddelelser 17, No. 3, 69-87
- Development of the C & N wharf type. C & N Bulletin 56
- Regnearbejdets størrelse ved forskellige metoder til beregning af rammekonstruktioner. (Amount of work required by various methods in calculating continuous frames.) Bygningsstatiske meddelelser 17, No. 3, 61-68
- Regnearbejdets størrelse ved forskellige metoder til løsning af elasticitetsligninger. (Amount of work required by various solutions in solving elasticity equations.) Bygningsstatiske meddelelser 17, No. 3, 51-60.

1948
- Discussion on sections Ie6, IId3 and IVd2. Proc. 2nd Int. Conf. Soil Mech., Rotterdam 6, 68
- Discussion on sections Vb2 and Vb7. Proc. 2nd Int. Conf. Soil Mech., Rotterdam 6, 107-108
- Reinforced concrete wharf at Bangkok, Siam. Indian Concr. J., 15 April
- The stabilizing effect of piles in clay. CN Post, No. 3, 14-15 and No. 5 (1949), 4
- Universal derivation; a method for calculation of continuous frames. Indian Concr. J., 9 September
- Betons sidetryk under støbningen. (Lateral pressure of concrete during casting.) Beton Jernbeton 1, No. 1, 10-17
- Concrete-pressure on forms. Indian Concr. J., 15 June
- Undrained shear strengths of anisotropically consolidated clays. (med Gibson, R. E.) Géotechnique 1, No. 3, 189-204

1950
- Civilingeniør Henning O. Christiani ; mindeord. (Henning O. Christiani; obituary.) CN Post, No. 10, 6
- Vane tests in a Norwegian quick-clay. Géotechnique 2, No. 1, 58-63.

1951
- Simple statical computation of permissible pileloads. CN Post, No. 13, 14-15

1952
- A general plasticity theory for clay. Géotechnique 3, No. 4, 154-164
- Simple stability investigations. CN Post, No. 19, 17-18. Også trykt i Dock Harb. Auth. 33 (1953), No. 389, 335-336

1953
- Earth pressure calculation, 271 pp. Ph.D. afhandling. København, Teknisk forlag
- A general earth pressure theory. Proc. 3rd Int. Conf. Soil Mech., Zürich 2, 170-174
- Geotekniske stabilitetsproblemer. (Stability problems in soil mechanics.) Ingeniøren 62, No. 37, 667-670
- New methods for the calculation of earth pressures. CN Post, No. 23, 8-11

1954
- Brudberegning af jordtrykspåvirkede konstruktioner. (Limit design of constructions subject to earth pressure.) Bygningsstatiske meddelelser 25, No. 1, 1-41
- Calculation of earth pressures; new methods of investigation. Dock Harb. Auth. 34, No. 401, 335-339
- Discussion on anchored bulkheads. Trans. Am. Soc. civ. Engrs 119, 1285-1287
- Nogle funderingsproblemer. (Some foundation problems.) Ingeniøren 63, No. 25, 549-553
- Some foundation problems. Christiani and Nielsen: 50 years of civil engineering, pp. 27-38. København

1955
- Simpel beregning af fundamenters bæreevne. (Simple determination of bearing capacity of footings.) Ingeniøren 64, No. 4, 95-100.

1956
- Brudstadieberegning og partialsikkerheder i geoteknikken. (Limit design and safety factors in soil mechanics.) Ingeniøren 65, No. 18, 383-385. Også i Geoteknisk Institut Bulletin 1

1957
- Calculation of settlements by means of pore pressure coefficients. Acta polytech. 4(b), No. 8, 14 pp. Også i Miscellany in honour of A. E. Bretting
- Geotechnical investigations for a quay structure in Horten. (med Bjerrum, L. og Sevaldson, R.) Bygningsstatiske meddelelser 28, No. 3, 35-52. Også Norges Geotekniske Institutt Publikation 28. Geoteknikk og fundering. (Soil mechanics and foundation engineering.) Ingeniøren 66, No. 29, 809-811.
- Foundation of structures; general subjects and foundations other than piled foundations. General report. (med Hansen, Bent.) Proc. 4th Int. Conf. Soil Mech., London 2, 441-447
- The internal forces in a circle of rupture, 111 pp. Danish Geotechnical Institute Bulletin 2
- Jordbundsundersøgelser for boligbyggeri. (Soil investigations for housing.) 8 pp. Geoteknisk Institut. Særtryk af Boligselskabernes Årbok 1957

1958
- Geoteknik. (Soil mechanics.) (med Lundgren, H.) 287 pp. (revideret 1965). København: Teknisk forlag
- Om jordarternes forskydningsstyrker, korttids- og langtidsstabilitet. (On the shear strengths of soils, short term and long term stability.) Ingeniøren 67, No. 12, 394-398. Også i Geoteknisk Institut Bulletin 3

1959
- The Danish Geotechnical Institute. CN Post, No. 44, 19-23. Også i Danish Geotechnical Institute Bulletin 4
- Definition und Grösse des Sicherheitsgrades im Erd- und Grundbau. Bauingenieur 34, No. 3, 87-89
- Geotekniken och Tingstad-tunneln; ett replikskifte. (Soil mechanics and the Tingstad tunnel.) (mws Granholm, Hjalmar) Göteborgs handels- och sjöfartstidning, 30 September
- Geotekniske beregninger. (Calculation examples in soil mechanics.) (med Hessner, J.) 152 pp. (revideret 1966.) København, Teknisk forlag
- Tilnærmet beregning af flangemomenterne i en parabeldrager med V-gitter. (An approximate calculation of flange moments in a parabolic V-lattice girder.) Festskrift til professor Anker Engelund. Danmarks tekniske højskole. Laboratoriet for bygningsteknik. Meddelelse 10, 101-109

1960
- Direkte fundering. (Shallow footings.) pp. 9-21. Dansk ingeniørforening: Fundering. København, Teknisk forlag
- Hauptprobleme der Bodenmechanik. (med Lundgren, H.) 282 pp. Berlin : Springer

1961
- Dr. ing. Rud. Christiani; mindeord. (Rudolf Christiani; obituary) (With Lundgren, H.) CN Post, No. 52, 6
- A general formula for bearing capacity. Ingeniøren (C) 5, No. 2, 38	46. Også i Danish Geotechnical Institute Bulletin 11
- A model law for simultaneous primary and secondary consolidation. Proc. 5th Int. Conf. Soil Mech., Paris 1, 133-136. Også i Danish Geotechnical Institute Bulletin 13
- The ultimate resistance of rigid piles against transversal forces. Danish Geotechnical Institute Bulletin 12, 5-9

1962
- Cålculo de la resistencia de cimentaciones superficiales y pilotes. Sociedad española de mecanica del suelo, No. 6, 1-28
- Relationships between stability analyses with total and with effective stresses. Sols-Soils 1, No. 3, 28-41. Også i Danish Geotechnical Institute Bulletin 15
- Spundwandberechnung nach dem Traglastverfahren. Internationaler Baugrundkursus 1961. Technische Hochschule, Aachen. Institut für Verkehrswasserbau, Grundbau und Bodenmechanik. Mitteilung 25, 171-214

1964
- An empirical evaluation of consolidation tests with Little Belt clay. (med Mise, Tadashi.) Danish Geotechnical Institute Bulletin 17
- De nye funderings-normer. (New foundation standards.) Ingeniøren 73, No. 24, 733-735

1965.
- Jordarternes rheologi. (Rheology of soils.) Ingeniøren 74, No. 23, 725-727
- Some stress-strain relationships for soils. Proc. 6th Int. Conf. Soil Mech., Montreal 1, 231-234. Also in Danish Geotechnical Institute Bulletin 19

1966
- Comparison of methods for stability analysis. Danish Geotechnical Institute Bulletin 21, 5-9
- Funderingsnormer og partialkoefficienter. (Foundation standards and partial coefficients.) Ingeniøren 75, No. 2, 127
- Improved settlement calculation for sand. Danish Geotechnical Institute Bulletin 20, 15-19
- Resistance of a rectangular anchor slab. Danish Geotechnical Institute Bulletin 21, 12-13
- Simplified stress determination in soils. Danish Geotechnical Institute Bulletin 20, 5-7
- Stress-strain relationships for sand. Danish Geotechnical Institute Bulletin 20, 8-14
- Three-dimensional effect in stability analysis. Danish Geotechnical Institute Bulletin 21, 10-11

1967
- The philosophy of foundation design; design criteria, safety factors and settlement limits. Proc. Symp. bearing Capacity Settlement Fdns, Duke University, Durham, 1965, 9-13. Vesi, A. B. (ed.)
- Some empirical formulas for the shear strength of Molsand. Proc. Geotechnical Conf., Oslo 1, 175-177. Også i Danish Geotechnical Institute Bulletin 26
- Støttemures bæreevne. (The bearing capacity of retaining walls.) pp. 307-320. B-undervisning og forskning 67. København, Teknisk forlag

1968
- Opening session. Proc. Geotechnical Conf., Oslo 2, 103-104
- Closing session. Proc. Geotechnical Conf., Oslo 2, 263
- A theory for skin friction on piles. Danish Geotechnical Institute Bulletin 25, 5-12

1969
- Tests and formulas concerning secondary consolidation. (med Ivan, Ses.) Proc. 7th Int. Conf. Soil Mech., Mexico